# هيساشي كوروساكي
هيساشي كوروساكي (黒崎久志) (ولد 8 مايو 1968) هو لاعب كرة قدم ياباني سابق، شارك في كأس آسيا 1988.

## روابط خارجية
1. ↑  "معلومات عن هيساشي كوروساكي على موقع transfermarkt.com". transfermarkt.com. مؤرشف من الأصل في 2019-12-16.
2. ↑  "معلومات عن هيساشي كوروساكي على موقع transfermarkt.com". transfermarkt.com. مؤرشف من الأصل في 2020-03-28.
3. ↑  "معلومات عن هيساشي كوروساكي على موقع data.j-league.or.jp". data.j-league.or.jp. مؤرشف من الأصل في 2017-01-18.

- هيساشي كوروساكي على موقع رابطة كرة القدم اليابانية للمحترفين (اليابانية)
- هيساشي كوروساكي على موقع قاعدة بيانات كرة القدم.إي يو (الإنجليزية)
- هيساشي كوروساكي على موقع ناشيونال فوتبول تيمز (الإنجليزية)
- هيساشي كوروساكي على موقع Soccerway.com (الإنجليزية)
- هيساشي كوروساكي على موقع عالم كرة القدم.نت (الإنجليزية)